# Siargao
Siargao ist eine Insel im Osten der Philippinen, die zur philippinischen Provinz Surigao del Norte gehört und in der Philippinensee liegt.
Die Fläche von Siargao beträgt 416,1 km². Die tropfenförmige Insel ist hügelig mit geringen Steigungen, die höchste Erhebung misst 291 m. Siargao besteht größtenteils aus Kalksteinen, Basalten im Zentrum und aus jungen Schwemmböden an den Küsten mit Sandstränden und Mangrovenwäldern im Süden und Westen. Im Inneren wächst tropischer Regenwald.
Die Insel ist Teil des großen Naturschutzgebietes Siargao Islands Protected Landscape and Seascape (SIPLAS).
Größter Ort und Hafen ist Dapa im Süden mit 23.787 Einwohnern, ein bekannter Badeort ist General Luna im Südosten, oft GL abgekürzt.
Im Westen liegt die Insel Dinagat und im Süden Bucas Grande sowie die philippinische Hauptinsel Mindanao.
Direkt vor der Küste liegen im Westen, nur durch schmale Kanäle von Siargao getrennt, viele kleine Inseln: Binoscogan, Tona (direkt vor Del Carmen), Laonan, Poneas, Kangbangyo, Megancub und Litalit. Im Südosten, vor General Luna liegt Daco bzw. auch „Daku Island“. Im Südwesten liegen die zu Dapa gehörenden Casulian, Abanay, Bancuyo, East Bucas, Monte und Middle Bucas. 20 km im Süden liegt eine Inselgruppe mit den Inselchen Lajanosa, Anajauan, Mamon und Antokon.
Die Temperatur bleibt über das ganze Jahr bei ungefähr 30 Grad, von Dezember bis Februar ist Regenzeit. Die ungefähr 200.000 Einwohner sprechen das mit Cebuano nah verwandte Surigaonon und sind überwiegend katholisch.
Auf der Insel gibt es 8 Gemeinden:
- Burgos im Nordosten

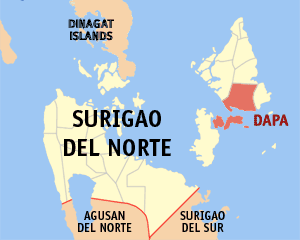
Die Provinz Surigao del Norte mit der Gemeinde Dapa im Süden der Insel Siargao und auf den Inseln East Bucas und Middle Bucas

- Dapa im Süden, einschließlich vorgelagerten Inseln
- Del Carmen im Westen
- General Luna im Südosten, einschließlich vorgelagerten Inseln
- Pilar im Osten
- San Benito im Nordosten, einschließlich vorgelagerten Inseln
- San Isidro im Osten
- Santa Monica im Norden

Ende der 1980er Jahre entdeckten Surfer bei General Luna das Surfrevier „Cloud 9“, das inzwischen weltweit bekannt geworden ist. Hier wird der jährliche „Siargao Cup“ auch unter internationaler Beteiligung veranstaltet.
Die Felsformation Magpupungko liegt in einer Lagune nahe der Gemeinde Pilar und besteht hauptsächlich aus Kalkstein und Graniten – durch Erosion entstanden hier bizarre Skulpturen.
Die Anreise erfolgt z. B. per Fährschiff von Cebu aus nach Surigao in etwa 11–12 Stunden (über Nacht), dann weiter per Boot in knapp drei Stunden nach Dapa. Per Flugzeug ist die Insel ab Manila, Cebu und Davao zu erreichen. Der Siargao Airport liegt in der Gemeinde Del Carmen. Bis 2008 konnten dort nur 19-sitzige Kleinflugzeuge landen. Seit einer Verlängerung der Runway im Jahr 2008 kann der Flughafen auch größere Flugzeuge mit einer Kapazität von knapp über 100 Passagieren aufnehmen.
Am 15. Dezember 2021 traf der Taifun Rai auf der Insel auf Land, der westwärts über die Philippinen zog und über 140 Tote forderte.